# Cañonero fluvial

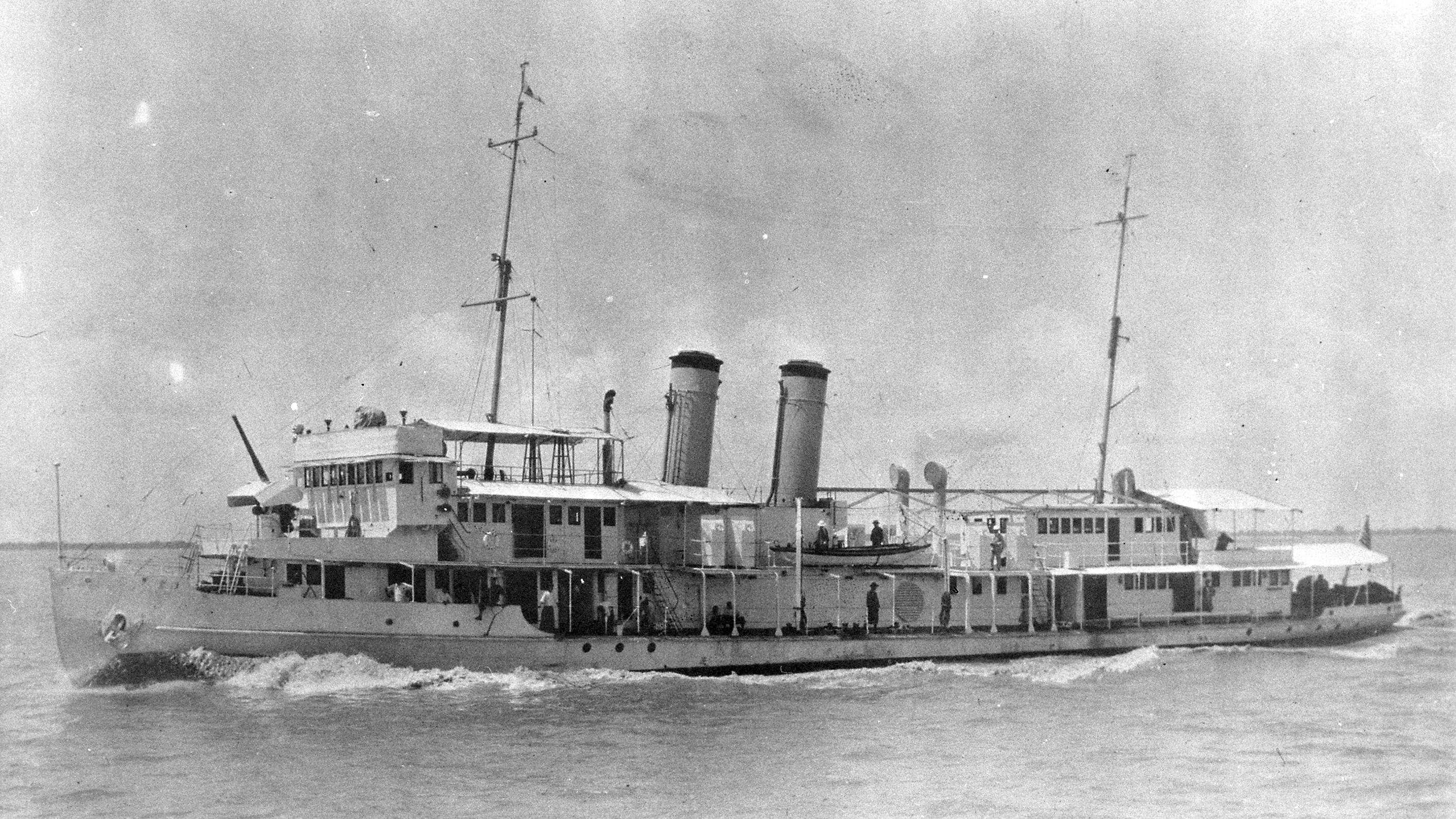
El USS Panay, cañonero fluvial de la Armada de los Estados Unidos que sirvió en la Patrulla del Yangtsé.

El cañonero fluvial es un tipo de cañonero adaptado para operar en ríos. Los cañoneros fluviales precisan tener fondos planos para poder navegar en estos. Pueden estar armados con cañones de calibres relativamente pequeños, o una combinación de cañones y ametralladoras. Si estaban armados con más de un cañón, uno de estos debía ser un obús para poder bombardear la costa. Usualmente no estaban blindados. El USS San Pablo descrito en la novela The Sand Pebbles de Richard McKenna, es un ejemplo de esta clase de navío, que sirvieron en la Patrulla del Yangtsé de la Armada de los Estados Unidos.  

## Los cañoneros fluviales en China
Diversas potencias europeas, los Estados Unidos y Japón mantuvieron flotillas de estos cañoneros de fondo plano patrullando en los ríos chinos. Estos cañoneros hacían prevalecer los derechos de tratado de aquellas naciones bajo los Tratados Desiguales que China empezó a firmar tras su derrota en la primera guerra del opio con el Reino Unido. Las ventajas de la máquina de vapor y el fondo plano hacían que los nuevos navíos europeos inicialmente sobrepasen por mucho a cualquier embarcación que los chinos tuvieran a su disposición.
Las potencias extranjeras habían obtenido mediante la fuerza concesiones de China, como extraterritorialidad para sus ciudadanos en China, derechos que los cañoneros se encargaban de proteger.      

### Británicos
Los cañoneros fluviales de la Royal Navy, en una cantidad anual promedio de 15 en aguas chinas, servían como "barcos base" asignados a puertos específicos, siendo diseñados para operar en ríos. La Royal Navy mantuvo buques patrulleros y de escolta en el curso del Yangtsé, con base en Shanghái hasta el fin de las Concesiones Internacionales en 1941. Estos cañoneros eran parte de la China Station y navíos de diversas clases eran desplegados y frecuentemente mudados de y hacia grandes ríos del mundo. La Royal Navy construyó en la década de 1850 una gran cantidad de cañoneros para la Guerra de Crimea y varios de estos fueron enviados a la Base China después. Cuando estos cañoneros fueron desmantelados, se les reemplazó con los cañoneros Clase Beacon y Clase Frolic, barcos específicamente construidos para operar en ríos y cerca de la costa.
Los cañoneros fluviales de las clases Insect y Fly que habían servido en el Tigris, el Éufrates y el Danubio durante la Primera Guerra Mundial, fueron desplegados en China durante el periodo de entreguerras y tomaron parte en sucesos de la época de la invasión japonesa de China y la apertura del Frente del Pacífico en la Segunda Guerra Mundial. Los cañoneros fluviales HMS Ladybird y HMS Bee estuvieron involucrados en el incidente del USS Panay. Los cañoneros fluviales Clase Insect fueron complementados en 1937 con los Clase Dragonfly, de la cual los HMS Dragonfly, HMS Grasshopper y HMS Scorpion combatieron en la Península de Malaca y Singapur.

### Estadounidenses
Los cañoneros fluviales de la Armada de los Estados Unidos eran de diverso diseño, tamaño, utilidad y antigüedad. Los primeros navíos hicieron breves trayectos río arriba entre 1861 y 1901, aunque rara vez eran asignados a patrullas permanentes. En 1901 fueron asignados a la "Segunda División" de la Escuadra Asiática dos grandes cañoneros, el USS Helena (1290 t y 170 tripulantes) y el USS Wilmington (1570 t y 212 tripulantes), para patrullas fluviales permanentes hasta 1932 y 1923 respectivamente, a pesar de ser demasiado grandes para patrullar tierra adentro. En 1903 se empezaron a emplear cañoneros de la Armada Española capturados en 1898 y modificados para patrullas río arriba hacia Chungking. El USS Elcano (620 t y 103 tripulantes) y el USS Villalobos (350 t y 50 tripulantes) sirvieron hasta 1928, cuando fueron retirados de servicio y hundidos. El USS Callao (240 t) y el USS Quiros (buque gemelo del Villalobos) sirvieron hasta 1916 y 1923 respectivamente.
Dos cañoneros fluviales de diseño británico, 204 t y una tripulación de 50 hombres que habían sido construidos en el Astillero Naval de Mare Island, fueron desensamblados, embarcados a China y vueltos a ensamblar en Shanghái en 1914. El USS Palos patrulló hasta 1934, cuando fue asignado como "barco base" en Chungking, y el USS Monocacy hasta 1939. La Patrulla del Yangtsé fue formalmente establecida en 1922 como un componente de la Flota Asiática. En 1928 se diseñaron y construyeron seis nuevos navíos en Shanghái, de tres tamaños distintos. El USS Guam y el USS Tutuilla, ambos de 380 t y 60 tripulantes, eran capaces de patrullar el río entero todo el año. El USS Panay y el USS Oahu, ambos de 450 t y 65 tripulantes, junto al USS Luzon de 560 t y 82 tripulantes, eran cañoneros fluviales de "mayo-setiembre", capaces de patrullar río arriba solamente en temporada de lluvias (el buque gemelo del Luzon, el USS Mindanao, sirvió en la costa de China pero no en patrullas fluviales). A excepción del Panay, hundido por aviones japoneses en diciembre de 1937, los nuevos barcos sirvieron en China hasta fines de 1941.